# 최찬호
최찬호(1993년 7월 8일 ~ )는 대한민국의 배우이다.

## 출연 작품

### 영화
- 《스마트폰을 떨어뜨렸을 뿐인데》 (2023년) - 우준영 역
- 《해치지않아》 (2020년) - 젊은 변호사 역
- 《썬키스 패밀리》 (2019년) - 대학생 1 역
- 《하악하악》 (2018년) - 선배 역
- 《거절을 기대하는 고백》 (2017년) - 경우 역

### 드라마
- 《서초동》 (2022년, tvN) - 김승국 역
- 《나미브》 (2024년~2025, ENA) - 박윤 역
- 《조립식 가족》 (2024년, JTBC) - 김 경위 역
- 《아다마스》 (2022년, tvN) - 김 요원 역
- 《괴물》 (2021년, JTBC)
- 《경우의 수》 (2020년, JTBC) – 신현재 역
- 《타인은 지옥이다》 (2019년, OCN) – 조현호 역
- 《푸른 바다의 전설》 (2016년, SBS)
- 《솔로몬의 위증》 (2016년, JTBC)